# César voor beste regisseur
De César voor beste regisseur (Frans: César du meilleur réalisateur) is de César-filmprijs die jaarlijks wordt uitgeraakt aan de beste regisseur. Deze César wordt uitgereikte sinds de creatie van de Césars in 1976.
Vijf regisseurs, Bertrand Tavernier (1976, 1997), Alain Resnais (1978, 1994), Jean-Jacques Annaud (1982, 1989), Claude Sautet (1993, 1996) en Abdellatif Kechiche (2005, 2008), wonnen de prijs tweemaal. Roman Polański kreeg de prijs driemaal (1980, 2003, 2020). 

## Laureaten en nominaties

### Jaren 70
- 1976 : Bertrand Tavernier voor Que la fête commence
  - François Truffaut voor L'Histoire d'Adèle H.
  - Robert Enrico voor Le Vieux Fusil
  - Jean-Paul Rappeneau voor Le Sauvage
- 1977 : Joseph Losey voor Monsieur Klein
  - André Téchiné voor Barocco
  - Bertrand Tavernier voor Le Juge et l'Assassin
  - Claude Miller voor La Meilleure Façon de marcher
- 1978 : Alain Resnais voor Providence
  - Pierre Schœndœrffer voor Le Crabe-tambour
  - Luis Buñuel voor Cet obscur objet du désir
  - Claude Miller voor Dites-lui que je l'aime
- 1979 : Christian de Chalonge voor l'Argent des autres
  - Ariane Mnouchkine voor Molière
  - Claude Sautet voor Une histoire simple
  - Michel Deville voor Le Dossier 51

### Jaren 80
- 1980 : Roman Polanski voor Tess
  - Costa-Gavras voor Clair de femme
  - Jacques Doillon voor La Drôlesse
  - Joseph Losey voor Don Giovanni
- 1981 : François Truffaut voor Le Dernier Métro
  - Jean-Luc Godard voor Sauve qui peut (la vie)
  - Alain Resnais voor Mon oncle d'Amérique
  - Claude Sautet voor Un mauvais fils
- 1982 : Jean-Jacques Annaud voor La Guerre du feu
  - Claude Miller voor Garde à vue
  - Pierre Granier-Deferre voor Une étrange affaire
  - Bertrand Tavernier voor Coup de torchon
- 1983 : Andrzej Wajda voor Danton
  - Bob Swaim voor La Balance
  - Jean-Luc Godard voor Passion
  - Jacques Demy voor Une chambre en ville
- 1984 : Ettore Scola voor Le Bal
  - François Truffaut voor Vivement dimanche!
  - Maurice Pialat voor À nos amours
  - Jean Becker voor L'Été meurtrier
  - Claude Berri voor Tchao Pantin
- 1985 : Claude Zidi voor Les Ripoux
  - Francesco Rosi voor Carmen
  - Alain Resnais voor L'Amour à mort
  - Éric Rohmer voor Les Nuits de la pleine lune
  - Bertrand Tavernier voor Un dimanche à la campagne
- 1986 : Michel Deville voor Péril en la demeure
  - Claude Miller voor L'Effrontée
  - Agnès Varda voor Sans toit ni loi
  - Luc Besson voor Subway
  - Coline Serreau voor Trois hommes et un couffin
- 1987 : Alain Cavalier voor Thérèse
  - Jean-Jacques Beineix voor 37°2 le matin
  - Claude Berri voor Jean de Florette
  - Alain Resnais voor Mélo
  - Bertrand Blier voor Tenue de soirée
- 1988 : Louis Malle voor Au revoir les enfants
  - Jean-Loup Hubert voor Le Grand Chemin
  - André Téchiné voor Les Innocents
  - Maurice Pialat voor Sous le soleil de Satan
  - Patrice Leconte voor Tandem
- 1989 : Jean-Jacques Annaud voor L'Ours
  - Michel Deville voor La Lectrice
  - Claude Miller voor La Petite Voleuse
  - Luc Besson voor Le grand bleu
  - Claude Chabrol voor Une affaire de femmes

### Jaren 90
- 1990 : Bertrand Blier voor Trop belle pour toi
  - Bertrand Tavernier voor La Vie et rien d'autre
  - Patrice Leconte voor Monsieur Hire
  - Alain Corneau voor Nocturne indien
  - Milos Forman voor Valmont
- 1991 : Jean-Paul Rappeneau voor Cyrano de Bergerac
  - Patrice Leconte voor Le Mari de la coiffeuse
  - Jacques Doillon voor Le Petit Criminel
  - Luc Besson voor Nikita
  - Claude Berri voor Uranus
- 1992 : Alain Corneau voor Tous les matins du monde
  - André Téchiné voor J'embrasse pas
  - Jacques Rivette voor La Belle Noiseuse
  - Bertrand Blier voor Merci la vie
  - Maurice Pialat voor Van Gogh
- 1993 : Claude Sautet voor Un cœur en hiver
  - Régis Wargnier voor Indochine
  - Bertrand Tavernier voor L.627
  - Christine Pascal voor Le petit prince a dit
  - Cyril Collard voor Les Nuits fauves
- 1994 : Alain Resnais voor Smoking / No Smoking
  - Claude Berri voor Germinal
  - Jean-Marie Poiré voor Les Visiteurs
  - André Téchiné voor Ma saison préférée
  - Krzysztof Kieslowski voor Trois Couleurs: Bleu
  - Bertrand Blier voor Un, deux, trois, soleil
- 1995 : André Téchiné voor Les Roseaux sauvages
  - Patrice Chéreau voor La reine Margot
  - Nicole Garcia voor Le Fils préféré
  - Luc Besson voor Léon
  - Krzysztof Kieslowski voor Trois Couleurs: Rouge
- 1996 : Claude Sautet voor Nelly et Monsieur Arnaud
  - Josiane Balasko voor Gazon maudit
  - Claude Chabrol voor La Cérémonie
  - Mathieu Kassovitz voor La Haine
  - Étienne Chatiliez voor Le bonheur est dans le pré
  - Jean-Paul Rappeneau voor Le Hussard sur le toit
- 1997 : Patrice Leconte voor Ridicule en Bertrand Tavernier voor Capitaine Conan
  - André Téchiné voor Les Voleurs
  - Cédric Klapisch voor Un air de famille
  - Jacques Audiard voor Un héros très discret
- 1998 : Luc Besson voor Le Cinquième Élément
  - Alain Corneau voor Le Cousin
  - Robert Guédiguian voor Marius et Jeannette
  - Alain Resnais voor On connaît la chanson
  - Manuel Poirier voor Western
- 1999 : Patrice Chéreau voor Ceux qui m'aiment prendront le train
  - Erick Zonca voor La Vie rêvée des anges
  - Francis Veber voor Le Dîner de cons
  - Nicole Garcia voor Place Vendôme
  - Gérard Pirès voor Taxi

### Jaren 2000
- 2000 : Tonie Marshall voor Vénus beauté (institut)
  - Régis Wargnier voor Est-Ouest
  - Luc Besson voor Jeanne d'Arc
  - Patrice Leconte voor La Fille sur le pont
  - Michel Deville voor La Maladie de Sachs
  - Jean Becker voor Les Enfants du marais
- 2001 : Dominik Moll voor Harry, un ami qui vous veut du bien
  - Agnès Jaoui voor Le Goût des autres
  - Jean-Pierre Denis voor Les Blessures assassines
  - Mathieu Kassovitz voor Les Rivières Pourpres
  - Patricia Mazuy voor Saint-Cyr
- 2002 : Jean-Pierre Jeunet voor Le Fabuleux Destin d'Amélie Poulain
  - Patrice Chéreau voor Intimacy
  - François Dupeyron voor La Chambre des officiers
  - François Ozon voor Sous le sable
  - Jacques Audiard voor Sur mes lèvres
- 2003 : Roman Polanski voor Le Pianiste
  - François Ozon voor 8 femmes
  - Costa-Gavras voor Amen.
  - Nicolas Philibert voor Être et avoir
  - Cédric Klapisch voor L'Auberge espagnole
- 2004 : Denys Arcand voor Les Invasions barbares
  - Lucas Belvaux voor Après la vie, Cavale en Un couple épatant
  - Jean-Paul Rappeneau voor Bon voyage
  - Claude Miller voor La Petite Lili
  - Alain Resnais voor Pas sur la bouche
- 2005 : Abdellatif Kechiche voor L'Esquive
  - Olivier Marchal voor 36 Quai des Orfèvres
  - Christophe Barratier voor Les Choristes
  - Arnaud Desplechin voor Rois et Reine
  - Jean-Pierre Jeunet voor Un long dimanche de fiançailles
- 2006 : Jacques Audiard voor De battre mon cœur s'est arrêté
  - Michael Haneke voor Caché
  - Xavier Beauvois voor Le Petit lieutenant
  - Jean-Pierre Dardenne en Luc Dardenne voor L'Enfant
  - Radu Mihaileanu voor Va, vis et deviens
- 2007 : Guillaume Canet voor Ne le dis à personne
  - Alain Resnais voor Cœurs
  - Rachid Bouchareb voor Indigènes
  - Philippe Lioret voor Je vais bien, ne t'en fais pas
  - Pascale Ferran voor Lady Chatterley
- 2008 : Abdellatif Kechiche voor La Graine et le Mulet
  - Olivier Dahan voor La Môme
  - Julian Schnabel voor Le Scaphandre et le Papillon
  - André Téchiné voor Les témoins
  - Claude Miller voor Un secret
- 2009 : Jean-François Richet voor : L'Instinct de mort en L'Ennemi public nº 1
  - Rémi Bezançon voor Le premier jour du reste de ta vie
  - Laurent Cantet voor Entre les murs
  - Arnaud Desplechin voor Un conte de Noël
  - Martin Provost voor Séraphine

### Jaren 2010
- 2010 : Jacques Audiard voor Un prophète
  - Lucas Belvaux voor Rapt
  - Xavier Giannoli voor À l'origine
  - Philippe Lioret voor Welcome
  - Radu Mihaileanu voor Le Concert
- 2011 : Roman Polanski voor The Ghost Writer
  - Mathieu Amalric voor Tournée
  - Olivier Assayas voor Carlos
  - Xavier Beauvois voor Des hommes et des dieux
  - Bertrand Blier voor Le Bruit des glaçons
- 2012 : Michel Hazanavicius voor The Artist
  - Alain Cavalier voor Pater
  - Valérie Donzelli voor La guerre est déclarée
  - Aki Kaurismäki voor Le Havre
  - Maïwenn voor Polisse
  - Pierre Schoeller voor L'Exercice de l'État
  - Éric Toledano en Olivier Nakache voor Intouchables
- 2013 : Michael Haneke voor Amour
  - Benoît Jacquot voor Les Adieux à la reine
  - Noémie Lvovsky voor Camille redouble
  - François Ozon voor Dans la maison
  - Jacques Audiard voor De rouille et d'os
  - Léos Carax voor Holy Motors
  - Stéphane Brizé voor Quelques heures de printemps
- 2014 : Roman Polanski voor La Vénus à la fourrure
  - Albert Dupontel voor 9 mois ferme
  - Guillaume Gallienne voor Les Garçons et Guillaume, à table !
  - Alain Guiraudie voor L'Inconnu du lac
  - Arnaud Desplechin voor Jimmy P. (Psychothérapie d'un Indien des plaines)
  - Asghar Farhadi voor Le Passé
  - Abdellatif Kechiche voor La vie d'Adèle
- 2015 : Abderrahmane Sissako voor Timbuktu
  - Olivier Assayas voor Clouds of Sils Maria
  - Thomas Lilti voor Hippocrate
  - Céline Sciamma voor Bande de filles
  - Thomas Cailley voor Les Combattants
  - Bertrand Bonello voor Saint Laurent
  - Robin Campillo voor Eastern Boys
- 2016 : Arnaud Desplechin voor Trois souvenirs de ma jeunesse
  - Jacques Audiard voor Dheepan
  - Stéphane Brizé voor La Loi du marché
  - Xavier Giannoli voor Marguerite
  - Maïwenn voor Mon roi
  - Deniz Gamze Ergüven voor Mustang
  - Emmanuelle Bercot voor La Tête haute
- 2017 : Xavier Dolan voor Juste la fin du monde
  - Houda Benyamina voor Divines
  - François Ozon voor Frantz
  - Bruno Dumont voor Ma loute
  - Anne Fontaine voor Les Innocentes
  - Nicole Garcia voor Mal de pierres
  - Paul Verhoeven voor Elle
- 2018 : Albert Dupontel voor Au revoir là-haut
  - Robin Campillo voor 120 battements par minute
  - Mathieu Amalric voor Barbara
  - Julia Ducournau voor Grave
  - Hubert Charuel voor Petit Paysan
  - Michel Hazanavicius voor Le Redoutable
  - Olivier Nakache en Éric Toledano voor Le Sens de la fête
- 2019 : Jacques Audiard voor The Sisters Brothers
  - Emmanuel Finkiel voor La Douleur
  - Pierre Salvadori voor En liberté!
  - Gilles Lellouche voor Le Grand Bain
  - Alex Lutz voor Guy
  - Xavier Legrand voor Jusqu'à la garde
  - Jeanne Herry voor Pupille

### Jaren 2020
- 2020 : Roman Polański voor J'accuse
  - Nicolas Bedos voor La Belle Époque
  - François Ozon voor Grâce à Dieu
  - Olivier Nakache en Éric Toledano voor Hors normes
  - Ladj Ly voor Les Misérables
  - Céline Sciamma voor Portrait de la jeune fille en feu
  - Arnaud Desplechin voor Roubaix, une lumière